# Lacul Buhui
Lacul Buhui este primul lac de acumulare subteran și cel mai vechi lac artificial din România, realizat în 1884 de adiminstrația austro-ungară pentru alimentarea cu apă a Aninei. Este situat la 640 de metri altitudine și are o suprafață de 9,80 de hectare. În aproprierea lacului se află Peștera Buhui cu o lungime de aproximativ 2.000 de metri.
Înconjurat de o pădure de brad în amestec cu fag, lacul a fost amenajat prin bararea cursului pârâului Buhui, afluent al Carasului, la iesirea din Peștera Buhui. Tot aici se află și unul dintre cele mai lungi cursuri subterane de apă (3217 m) cunoscute din România, Pârâul Buhui. În amonte de sectorul subteran Buhui s-a construit un baraj lung de 60 m care a adunat în spatele lui un volum de ape de 500.000 m3.